# 初音島III
《初音島III》（日語：D.C.III 〜ダ・カーポIII〜，簡稱D.C.III）是一款由日本美少女遊戲品牌CIRCUS製作和發行的戀愛冒險遊戲，是《初音島》系列的續作。全年龄版本於2012年4月27日發售。7月7日在TOKYO MX電視台播出的特別節目「初音島3」中宣布改編成電視動畫，並於2013年1月至3月播放13集。18禁版本《R x-rated》原定2013年4月26日发售，改為5月31日發售。

## 剧情大纲
本作设定在21世纪70年代，为前作《初音岛II》的约20年后。隶属于風見學園公式新聞部的主人公芳乃清隆在部长森園立夏的要求下，与公式新聞部的其他成员芳乃夏露露、葛木姬乃、瑠川沙羅和陽之下葵调查初音岛上曾经存在的「永不枯萎的樱花树」传说。众人聚集在枯萎的樱花树下，却不知何故让樱花树重新绽放。众人收到了逾百年前的不明信息，希望众人在樱花绽放时实现某一约定。众人决定调查这一谜团，之后的数日，众人陆续回忆起前世的零碎记忆。此时芳乃樱出现在众人面前，向众人讲述百年前发生的故事。

### 风见鸡編
在百年前的1950年，葛木清隆收到养父委托，陪伴他的义妹葛木姬乃前往英国國立倫敦魔法學校“風見鷄”留学。在風見鷄，他遇见了身为5级魔法师的导师莉卡·格林伍德、学生会会长夏露露·馬羅絲、同班同学莎拉·克里沙利斯以及自称没有魔法但在風見鷄打工的陽之本葵。伦敦正被魔雾笼罩，多位魔法师受其影响失控而引发事件。此外，芳乃樱也穿越至这个时代并失忆。众人在学习的同时收养了芳乃樱并解决多起事件，最终主人公清隆在学期末赢得选举进入学生会。之后玩家可以进入莉卡、夏露露、姬乃或莎拉的个人线路。

### Zero
完成四条个人线路后玩家将进入陽之本葵的线路。陽之本葵其实拥有微弱的魔法，并预见到自己会在未来的夏天死亡。恐惧死亡的她发动了禁忌魔法，令伦敦出现魔雾，收集并强化人们内心的负面情绪，让世界在11月1日与次年4月30日之间不断循环。此魔法还令芳乃樱从未来穿越至百年前。经历了无数循环的葵十分痛苦，清隆成功让她鼓起勇气面对未来，但在试图解除魔法时却因魔雾过于强大而失败，再次轮回。

### Da Capo
陽之本葵向众人道出了困境，众人让葵入学風見鷄。全校师生合力进行解除魔法的准备，最终集合众人各自的魔法力量将樱花散播至全伦敦，收集人们内心的正面情绪，驱散了魔雾，解除了魔法，并将芳乃樱送回了未来。众人将记忆封存在樱花树中，设定于众人在樱花树下重聚之时将记忆释放，并立下约定，在樱花绽放之时一起赏樱。之后便最后一次回到过去，从头度过没有轮回干扰的生活。
百年之后，众人的转世在樱花树下与芳乃樱重聚，兑现了跨越百年的约定。

## 登場人物

### 初音島篇
芳乃清隆（聲：小野友樹（動畫））
男主角，風見學園附屬中學二年一班男學生。
公式新聞部部員，同時為了幫沙羅熟悉社團也擔任女子壘球社的經理。
非常受女性歡迎，因而被耕助與其他的男學生嫉妒。
森園立夏（聲：新田惠海）
風見學園附屬中學三年二班女學生，公式新聞部部長、學生會成員，學園的偶像，稱自己與清隆在前世曾是戀人的關係。對清隆有好感。
芳乃夏露露（聲：宮崎羽衣）
風見學園附屬中學三年二班女學生，新聞部部員、學生會成員。被清隆稱為「露露姐」。
比清隆大一歲的堂姐，在國外出生，三年前歸國後就與清隆同住一個屋簷下。對清隆有好感。
雖然家事萬能，唯獨廚藝是致命性的等級。
葛木姬乃（聲：佐佐木未來）
風見學園附屬中學二年一班女學生，新聞部部員。
與家人住在清隆家隔壁，從小一起長大的青梅竹馬，稱清隆為「哥哥」。對清隆有好感。
瑠川沙羅（聲：櫻咲千依）
風見學園附屬中學二年一班女學生，新聞部與女子壘球社部員，不擅長運動。
大企業的千金，年紀比清隆小，但因為是跳級轉學生而與清隆同班。對清隆有好感。
陽之下葵（聲：海保繪果）
風見學園附屬中學一年三班女學生，新聞部部員。
有隱藏巨乳，雖然很開朗，但是天生體弱，容易貧血。對清隆有好感。
杉並（聲：岸尾大輔）
風見學園附屬中學三年一班男學生，非公式新聞部部長。與第一代和第二代作品的杉並有著謎一般的關係。
稱呼清隆為同志，一直想拉攏清隆進入非公式新聞部。
美琴（聲：佐藤有世）
非公式新聞部部員，自稱杉並的左右手。
對於清隆受到杉並看重感到不滿，因此常用挖苦的言語對待清隆。
江戶川耕助（聲：下野紘）
清隆的同學與損友，四季的弟弟。
雖然長相帥氣，但卻是對女生的學校泳裝與體育短褲抱有強烈興趣的變態。
江戶川四季（聲：青木沙耶香）
風見學園附屬中學三年級，風紀委員長，耕助的姐姐。擁有菩薩般笑容的毒舌家。
小時候住在國外，直到小學高年級時才回來和耕助一起生活。
時常制裁耕助的脫軌言行，受到耕助畏懼。
天枷美夏（聲：青木沙耶香）
天枷偵探事務所所長，D.C.II中其中一位女主角，機器人。
小日向柚子（聲：那須惠）
天枷偵探事務所員工之一。
小鳥遊夕陽（聲：小倉結衣）
天枷偵探事務所員工之一，D.C.II P.C.中幽靈女主角小鳥遊まひる的妹妹，亦同一個聲優。

### 風見鷄篇
葛木清隆
男主角，是風見鷄學園（國立倫敦魔法學校）的1年A班學生兼學生會會員。
莉卡·格林伍德（聲：新田惠海）
風見鷄學園（國立倫敦魔法學校）的2年級生、1年A班的導師和學生會會員。
夏露露·馬羅絲（聲：宮崎羽衣）
風見鷄學園（國立倫敦魔法學校）的2年級生、1年B班的導師和學生會會長。
葛木姬乃（聲：佐佐木未來）
風見鷄學園（國立倫敦魔法學校）的1年A班生。葛木清隆的妹妹。
莎拉·克里沙利斯（聲：櫻咲千依）
風見鷄學園（國立倫敦魔法學校）的1年A班生。沒落的名門望族子女。
陽之本葵（聲：海保繪果）
風見鷄學園（國立倫敦魔法學校）的餐廳員工。沒有魔法才能。
杉並（聲：岸尾大輔）
風見鷄學園（國立倫敦魔法學校）的神秘學生。經常進行秘密任務。是非正式新聞部的會長。
江戶川耕助（聲：下野紘）
風見鷄學園（國立倫敦魔法學校）的1年A班學生兼偵探部的創辦人。
江戶川四季（聲：青木沙耶香）
江戶川耕助的機械人。
五條院巴（聲：荒浪和沙）
葛木清隆的遠房親戚。是風見鷄學園（國立倫敦魔法學校）的上級生、學生會會員兼1年C班的導師。
愛德華·華生（聲：南條愛乃）
風見鷄學園（國立倫敦魔法學校）1年B班學生。
瑪麗·福爾摩斯（聲：仙台惠理）
風見鷄學園（國立倫敦魔法學校）1年B班學生。
伊恩·塞爾韋（聲：水島大宙）
風見鷄學園（國立倫敦魔法學校）1年C班學生。
瑠璃香·奧德特（聲：後藤邑子）
伊恩·塞爾韋的女仆。
伊莉莎白（聲：加瀨愛奈）
風見鷄學園（國立倫敦魔法學校）的學園長。她实际上就是英国女王，身为魔法师为了保护其他魔法师而创立風見鷄學園。该角色影射现实中的伊莉莎白二世，在2014年发售的《D.C.III P.P.》中设定她考虑到作为女王若长生不老会招致怀疑，遂主动放弃魔法，设定于2016年离世，享年90岁。
芳乃櫻（聲：一美）
失憶的少女。被葛木清隆和利卡在倫敦遇見，並帶回學園。當時手持不凋謝的櫻花樹枝。從D.C.IIP.C.的da capo部分可以判斷是與初音島2中的芳乃櫻同一個人。

## 工作人員
- 製作人：tororo
- 導演：雨野智晴
- 劇本：雨野智晴、たけうちこうた
- 原畫：谷原菜月、

## 主題曲

### D.C.III
總開場曲ダ・カーポIII 〜キミにささげる あいのマホウ〜
作詞、作曲：tororo，編曲：黑須克彦
演唱：yozuca*
風見鷄編開場曲
作詞、作曲：tororo、No Life Negotiator，編曲：No Life Negotiator
演唱：No Life Negotiator
女主角線路開場曲shiny steps!!
作詞、作曲：tororo、No Life Negotiator，編曲：No Life Negotiator
演唱：三森鈴子、愛美
Da Capo線路開場曲TRUE MAGIC.....
作詞：tororo，作曲：HΛL with Hiroki，編曲：HΛL
演唱：YURiCa/花たん
《D.C.III R》開場曲endless memory 〜refrain as Da Capo〜
作詞：南條愛乃，作曲：八木沼悟志，編曲：齋藤真也
演唱：fripSide
大結局結尾曲All is Love for you
作詞、作曲、編曲：rino
演唱：CooRie
女主角線路結尾曲
作詞、作曲：rino，編曲：西脇辰弥
演唱：佐藤裕美
陽之本葵番外劇情結尾曲millions of thanks
作詞、作曲、編曲：No Life Negotiator
演唱：mao
五條院巴番外劇情結尾曲
作詞：松下紗知、荒浪和沙，作曲、編曲：No Life Negotiator
演唱：五条院巴（聲優：荒浪和沙）
伊莉莎白番外劇情結尾曲
作詞：加瀬愛奈、松下紗知，作曲、編曲：No Life Negotiator
演唱：伊莉莎白（聲優：加濑爱奈）
櫻風大作戰番外劇情結尾曲Wonderful Days!
作詞、作曲：yozuca*，編曲：lotta
演唱：yozuca*
插入曲
作詞、作曲：kyoro，編曲：キョロザワールド
演唱：キョロザワールド
插入曲
作詞、作曲：rino，編曲：戶田章世
演唱：CooRie
插入曲
作詞、作曲：yozuca*，編曲：lotta
演唱：yozuca*
插入曲
作詞、作曲：rino，編曲：長田直之
演唱：CooRie

## 電視動畫

### 製作人員
- 原作：CIRCUS
- 監督、系列構成：石倉賢一
- 角色原案：谷原菜月、鷹乃ゆき
- 角色設計、總作畫監督：西尾公伯
- 音樂：中西亮輔
- 音樂製作：Lantis
- 動畫製作：風見學園公式動畫部 （Actas）
- 製作：D.C.III製作委員會

### 主題曲
片頭曲
作詞、作曲：tororo，編曲：中土智博
歌：森園立夏（新田惠海）、芳乃夏尔（宮崎羽衣）、葛木姬乃（佐佐木未來）、瑠川沙罗（櫻咲千依）、陽之下葵（海保繪理香）
片尾曲
（第1、10－13話）
作詞、作曲、歌：yozuca*，編曲：lotta
（第2－5、7－9話）
作詞、作曲：rino，編曲：長田直之，歌：CooRie
「REFLECTION」（第6話）
作詞、作曲：rino，編曲：戶田章世，歌：森園立夏（新田惠海）
插曲
（第4話）
作詞、作曲：rino，編曲：戶田章世，歌：CooRie
（第6話）
作詞、作曲、歌：yozuca*，編曲：lotta
（第12話）
作詞、作曲：rino，編曲：長田直之，歌：CooRie

### 各話列表
| 話數   | 日文標題 | 中文標題                 | 劇本     | 分鏡       | 演出       | 作畫監督                                                              |
| ------ | -------- | ------------------------ | -------- | ---------- | ---------- | --------------------------------------------------------------------- |
| 第1話  |          | 櫻花綻放                 | 山口伸明 | 石倉賢一   | 奧野耕太   | 西尾公伯                                                              |
| 第2話  |          | 溫暖之處                 | 林直樹   | 島津裕行   | 橋口洋介   | 岩岡優子 藤原未來男                                                   |
| 第3話  |          | 櫻花飛舞之處             | 山口伸明 | 大平直樹   | 大平直樹   | 高橋敦子 島田賢志                                                     |
| 第4話  |          | 想要永遠停留之處         |          | 羽原久美子 | 羽原久美子 | 大橋圭、出野喜則 橋口隼人                                             |
| 第5話  |          | 並非獨自一人之處         | 神夜優   | 島津裕行   | 黑田晃一郎 | 谷口繁則                                                              |
| 第6話  |          | 兩人在一起之處           | 友永     | 島津裕行   | 木村延景   | 高橋敦子、岩岡優子 德倉榮一、川島尚 牧內桃子                          |
| 第7話  |          | 撒嬌之處                 | 林直樹   | 小俣真一   | 小野田雄亮 | 齊藤真由、半澤淳 後藤圭佑                                             |
| 第8話  |          | 充滿愛、夢想與希望之處   | 山口伸明 | 後信治     | 橋口洋介   | 山口飛鳥、飯飼一幸 香田知樹、山崎愛 岩岡優子                          |
| 第9話  |          | 美少女祭典與美麗夕陽之處 | 友永     | 渡邊慎一   | 森義博     | 小林利充、實原登 高橋敦子、岩岡優子 川島尚、谷口繁則                  |
| 第10話 |          | 兩人到達之處             | 林直樹   | 島津裕行   | 神原敏昭   | 西尾智惠、前田綾 志賀道憲、藤田正幸                                   |
| 第11話 |          | 回憶與起始之處           | 林直樹   | 川口敬一郎 | 中野英明   | 山口飛鳥、岩岡優子 高橋敦子、尾形健一郎 、後藤圭佑 松尾真彥、大高雄太 |
| 第12話 |          | 永不凋零的櫻花島         | 山口伸明 | 川口敬一郎 | 木村延景   | 山口飛鳥、川島尚 笠野充志、飯飼一幸 谷口繁則                          |
| 第13話 |          | 初音島                   | 山口伸明 | 石倉賢一   | 森義博     | 實原登 山內則康                                                       |

### 播放電視台
日本深夜動畫：下文記載的日本国内播放時間使用日本標準時間（UTC+9）表示。因為部分時間标识會採用30小时制，因此請留意这类超过24:00的时间，其實際播放時間為翌日清晨。
| 播放地區   | 播放電視台 | 播放日期               | 播放時間（UTC+9）          | 所屬聯播網 | 備註               |
| ---------- | ---------- | ---------------------- | -------------------------- | ---------- | ------------------ |
| 東京都     | TOKYO MX   | 2013年1月5日 - 3月30日 | 星期六 22時00分 - 22時30分 | 獨立UHF局  |                    |
| 愛知縣     | 愛知電視台 | 2013年1月5日 - 3月30日 | 星期六 26時50分 - 27時20分 | 東京電視網 |                    |
| 近畿廣域圈 | 每日放送   | 2013年1月5日 - 3月30日 | 星期六 27時28分 - 27時58分 | 日本新聞網 | Anime Shower 第4部 |
| 日本全國   | BS11       | 2013年1月6日 - 3月31日 | 星期日 24時30分 - 25時00分 | 衛星電視   | ANIME+節目         |
| 日本全國   | AT-X       | 2013年1月15日 - 4月9日 | 星期二 23時30分 - 24時00分 | 衛星電視   | 有重播             |

## 漫畫
同名漫畫《初音島III》（D.C.III 〜ダ・カーポIII〜）於2012年5月號起在角川書店發行的《Comptiq》進行發表，漫畫單行本於2012年12月6日首次發售，於2014年2月26日推出第3本。2012年9月號開始，在ASCII Media Works發行的《電擊G's magazine》進行發表，漫畫單行本於2012年12月15日至2013年9月27日發售。